# Hispanic- og latinoamerikanere
|  | Sammenskrivningsforslag Artiklen Hispanic- og latinoamerikanere er foreslået føjet ind i Hispanic. (Siden oktober 2018) Diskutér forslaget |

Hispanic- og latinoamerikanere eller hispanic/latino (spansk: hispanos [isˈpanos]) er amerikanere, som er af afstamning fra folk fra Spanien, Portugal, eller spansk- eller portugisisk-talende lande i Latinamerika. Mere generelt så inkluderer det alle personer i USA, som selv-identificerer sig som hispanic eller latino, tilt rods for om det er fuld eller delvis afstamning. I United States Census 2010-opgørelsen er folk talt som "Hispanic" eller "Latino", hvis de identificerede sig i en af de følgende specifikke hispanic eller latino kategorier ("Mexican," "Puerto Rican," eller "Cuban") såvel som dem der indikerede, at de er "other Spanish, Hispanic eller Latino." De nationale oprindelser der klassificeres som hispanic eller latino af United States Census Bureau er de følgende: Spansk, argentinsk, cubansk, colombiansk, puertoricansk, mexicansk, dominikansk, costaricansk, guatemalansk, honduransk, nicaraguansk, panamansk, salvadoransk, boliviansk, chilensk, ecuadoriansk, paraguaysk, peruviansk, uruguaysk, og venezuelansk. Andre U.S. myndigheder har lidt forskellige definitioner af udtrykket inklusive brasiliansk og andre portugisisk-talende grupper. U.S. Census Bureau bruger udtrykkene hispanic og latino skiftevis.
Oprindelse kan betragtes som forfædre, nationalitetsgruppe, afstamning eller fødeland for personen, personens forældre eller forfædre før de kom til USA. Folk, der identificerer sig som spansk, hispanic eller latino, kan være af en hvilket som helst race.
Hispanicamerikanere er den næsthurtigst voksende etniske gruppe i USA efter asiatisk-amerikanere. Hispanic/latino er samlet set den næststørste etniske gruppe i USA, efter ikke-hispanic hvide.
Hispanics har levet i USA konstant siden spanierne grundlagte Saint Augustine i Florida i 1565. Næstefter indfødte amerikanere er hispanic den ældste etniske gruppe i USA. Mange har indfødte amerikanske forfædre. Spanien koloniserede store områder af, hvad der i dag er det Sydvestlige USA og Vestkyst USA, samt Florida. Dets besiddelser inkluderede nutidens Californien, New Mexico, Nevada, Arizona og Texas, som alle var en del af Republikken Mexico fra dens uafhængighed i 1821 og indtil afslutningen af mexicansk-amerikanske krig i 1848.
I 2015 var der 56,6 mio. hispanic- og latinoamerikanere, hvilket svarer til 17,61 % af befolkningen i USA.